# 장기기증의 날
장기기증의 날(SAVE9)은 뇌사시 장기기증으로 9명의 생명(심장, 간장, 신장 2개, 폐장 2개. 췌장, 각막 2개 기증)을 구할 수 있다는 생명나눔의 의미를 담아서 사랑의장기기증운동본부가 1997년부터 매년 9월 둘째주를 장기주간으로 정하여 대대적인 홍보행사를 진행하던 것을 2008년부터 매년 9월 9일을 장기기증의 날로 정하여 여러 기관, 단체, 학교, 기업 등에서 다양한 캠페인을 전개하고 있다. 9월 9일을 맞아 1년 중 하루만이라도 장기 이식을 기다리는 환우들의 고통을 함께 나누고 장기기증에 대해 진지하게 생각해보는 시간을 가졌으면 해서 지정된 날이다.
장기기증의 날에는 장기기증에 대해 오해하고 있는 분들에게는 올바른 정보를제공하고 장기기증 서약에 참여한 사람에게는 약속을 다시 한번 되새기는 시간을 가지며 실제 장기기증자 및 그 가족들에게는 생명을 살렸다는 자부심을 심어주기 위해 다양한 캠페인을 펼치고 있다.
사랑의장기기증운동본부가 매년 9월 9일을 ‘장기기증의 날’로 정하고 초록리본 달기 등 캠페인을 진행하고 있는 가운데 제주도에 이어 지방자치단체로선 2번째로 서울시가 2014년 3월 ‘장기 등 기증등록 장려에 관한 조례’를 개정해 9월 9일을 장기기증의 날로 제정하는 등 전국의 지방자치단체 등에서 9월 9일에 기념 행사와 장기기증자에 대한 지원제도를 제안하여 장기기증 활성화에 적극 나서고 있으며 배우 이정용씨와 이믿음, 이마음군은 2014년 9월 12일 서울시청 대강당에서‘장기기증 홍보대사 위촉식’을 진행하였다.

## 역사
- 2022년 장기기증의날 - Reborn, ReStart 생명나눔퍼레이드, 9월 9일 장기기증의 날을 맞아 새생명(Reborn)을 주신 장기기증인의 깊은 사랑을 기억하고, 그 사랑을 통해 건강을 회복한 장기이식인의 새로운시작(Restart)을 응원하는 생명나눔 퍼레이드를 진행했습니다.
- 2021년 장기기증의날 - 우리동네 생명나눔 클라쓰, 9월 9일 장기기증의 날을 맞아 서울시 25개 자치구 구의원 102명이 장기기증 희망등록률 10%를 기대하며 장기기증 희망등록에 참여하였고, 서울시 자치구 의원과 주민들이 함께하는 ‘우리동네 생명나눔 클라쓰’캠페인을 전개한다.
- 2020년 장기기증의날 - 코로나19의 확산속에 본부는 장기기증의날을 맞아 자신의 SNS에 장기기증 희망등록증 또는 장기기증의사 표시가 되어있는 신분증 등으로 장기기증 희망등록 사실을 인증하고 주변 사람들에게 장기기증의 의미를 알리는 아임도너(I’M DONOR)챌린지를 진행하였다.
- 2019년 장기기증의날 - 전국에 퍼진 생명나눔의 감동 2019년 9월 9일 장기기증의 날을 맞아 서울로7017에서 장기기증 캠페인을 진행했다. 특별히 올해는 서울 뿐만 아니라 대전과 대구, 부산, 제주 등 전국 8개 지역에서 동시에 장기기증을 알리는 행사를 펼쳐 의미를 더했다.
- 2018년 장기기증의날 - 초록리본 걷기대회 2018년 9월 1일 올림픽공원 피크닉광장에서 생명나눔의 주인공인 뇌사 장기기증인 유가족, 생존시 신장기증인, 장기이식인, 장기기증 희망등록자, 후원자, 자원봉사자 등 700여명이 참여하는 초록리본 걷기대회가 개최되었다.
- 2017년 장기기증의날 - 리본 페스티벌 2018년 9월 2일 전 세계적으로 장기기증을 의미하는 초록리본을 모티브로 ‘리본 페스티벌’이 대학로에서 진행되었다.
- 2016년 장기기증의날 - 생명나눔의 얼굴들 2016년 9월 9일 캘리그라피 작가 20명의 재능기부로 완성된 뇌사 장기기증인 및 생존시 신장기증인 20명의 캘리그라피 초상화 전시회를 청계천에서 개최했다.
- 2015년 장기기증의날 - 별그리다 전시회 2015년 9월 9일 뇌사 장기기증인들의 초상화 전시회 ‘별 그리다’를 서울 청계광장에서 개최했다. 이 전시회는 화가 52명의 재능기부를 받은 뇌사 장기기증인 초상화 80점과 전국 뇌사 장기기증인의 유가족들이 직접 그린 초상화 59점을 하루 동안 전시하여 시민들에게 장기기증의 소중한 가치를 전했다.
- 2014년 장기기증의날 - 생명의 물결 걷기대회 2014년 9월 13일 서울시 송파구 올림픽공원 내 피크닉광장에서 생존시 신장기증인, 뇌사 장기기증인 유가족, 장기기증 희망등록자 등 500여 명이 함께하는 생명의 물결 걷기대회를 진행했다.
- 2013년 장기기증의날 - 생명나눔, 기적의 순간들 2013년 9월 7일 서울 중구 플라자호텔에서 모자, 부자 신장기증인 및 부부 신장기증인 및 이식인들을 초청하여 ‘생명나눔, 기적의 순간들’ 행사를 가졌다.
- 2012년 장기기증의날 - 생명나눔 페스티벌 신도림 디큐브시티 스페이스신도림에서 지난 2007년 뇌사로 장기를 기증한 故 최요삼 선수의 이야기를 모티브로 한 연극 <10초>가 공연됐다. 공연 이후에는 가수 부활, 노을 등이 재능기부로 미니 콘서트를 진행하여 관객들에게 생명나눔의 소중함을 전했다.
- 2011년 장기기증의날 - 생명나눔 안에서 우리는 한가족 추석 연휴를 맞아 장기기증의 날에 귀성객들을 대상으로 서울역 광장에서 본부에 등록되어 있는 외국인 장기기증 희망등록자(에바, 브로닌), 양준혁 야구해설위원 등 9명이 열차를 기다리는 시민들을 대상으로 장기기증 캠페인과 다양한 이벤트를 펼쳤다.
- 2010년 장기기증의날 - Sign Day 2010년 9월 9일은 Sign Day 라는 주제로 용산아이파크몰에서 장기기증 희망등록서에 생명나눔에 동참한다는 싸인을 남기자는 의미에서 싸인데이로 컨셉을 정하고 캠페인과 이벤트가 진행되었다. 가수 브라이언, 별, 길건, 개그맨 박성호, 최효종, 송준근 씨가 멋진 공연을 펼치며 시민들에게 장기기증 운동을 홍보했다.

## 같이 보기
- 장기 기증
- 뇌사